# Alilovci
Alilovci is een plaats in de gemeente Kaptol in de Kroatische provincie Požega-Slavonië. De plaats telt 470 inwoners (2001).